# Hynek Blaško

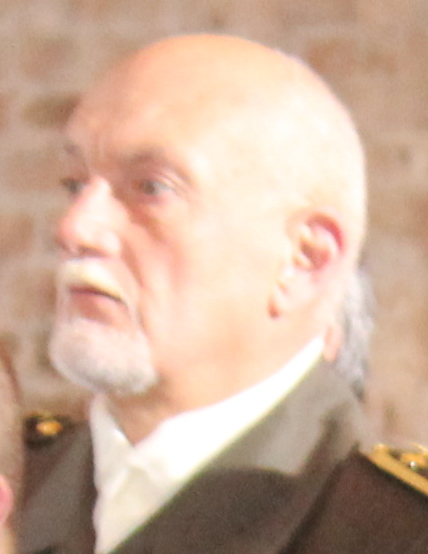
Hynek Blaško (2011)

Hynek Blaško (* 15. Juli 1955 in Prag) ist ein tschechischer Heeres-Offizier (Generalmajor) und Politiker. Von 2009 bis 2012 war er Befehlshaber der Verbundenen Kräfte der Streitkräfte der Tschechischen Republik, seither ist er in der Reserve. Seit 2019 sitzt er für die rechtsextreme Svoboda a přímá demokracie (Freiheit und direkte Demokratie) im Europäischen Parlament.

## Leben
Blaško ist Absolvent der Hochschule des Heeres (Vysoká vojenská škola pozemního vojska) in Vyškov (Abschluss 1978) sowie der Militärakademie Brünn (Postgraduiertenstudium, Abschluss 1986).
In der Tschechoslowakischen Armee kommandierte Blaško ab 1979 eine Aufklärungskompanie. Ab 1987 war er Chef des Stabes, ab 1989 Kommandeur des Mechanisierten Infanterieregiments. Nach der Auflösung der Tschechoslowakei absolvierte er 1994 eine Ausbildung an der Führungsakademie der Bundeswehr. Anschließend wurde er zum Chef des Stabes und zwei Jahre später zum Kommandeur der 4. schnellen Eingreifbrigade (brigáda rychlého nasazení) der Streitkräfte der Tschechischen Republik ernannt.
Im Jahr 1999 übernahm er den Befehl über die ebenfalls neu aufgestellte 1. mechanisierte Division in Brünn; im selben Jahr wurde er zum Brigadegeneral befördert. Ab 2004 vertrat er zwei Jahre lang sein Land bei NATO-Supreme Headquarters Allied Powers Europe (SHAPE) in Mons (Belgien). Nach seiner Rückkehr wurde er am 8. Mai 2006 zum Generalmajor ernannt. Er diente anschließend als stellvertretender Befehlshaber und ab 1. Januar schließlich als Befehlshaber der Verbundenen Kräfte (společné síly) in Olmütz. 2012 schied er aus dem aktiven Militärdienst aus und wurde in die Reserve versetzt.
Blaško spricht außer seiner Muttersprache noch Englisch und Deutsch. Er war Vater eines Sohnes. Sein 9-jähriger Sohn Jakub wurde 2008 von einem Pädophilen vergewaltigt und ermordet. Blaškos Lebensgefährtin Hana Šimánková starb 2009 durch eine Kohlenmonoxidvergiftung.

### Politik
Von 1981 bis 1989 war Blaško Mitglied der Kommunistischen Partei der Tschechoslowakei.
Für die Partei der Bürgerrechte (SPO) wurde Blaško 2016 in die Regionalversammlung des Kraj Vysočina (Region Hochland) gewählt, der er bis 2018 angehörte.
Bei den Europawahlen 2019 zog er als einer von zwei Abgeordneten der Partei Freiheit und direkte Demokratie (SPD) in das Europäische Parlament ein. Dort saß er in der Fraktion Identität und Demokratie, ist Mitglied im Ausschuss für Binnenmarkt und Verbraucherschutz sowie im Unterausschuss für Sicherheit und Verteidigung, außerdem Delegierter im Parlamentarischen Assoziationsausschuss EU-Moldau.
Am 14. September 2022 gab er seinen Austritt aus der SPD bekannt. Als Grund nannte er langjährige Meinungsverschiedenheiten mit der Parteiführung.
Im Dezember 2023 trat er aus der ID-Fraktion aus.
Zur Europawahl in Tschechien 2024 trat er als Kandidat der Partei Bezpečné ulice (Sichere Straße) im Parteienbündnis Aliance za nezávislost ČR - proti přijetí eura! (Bündnis für die Unabhängigkeit der Tschechischen Republik - gegen die Einführung des Euro!) an. Das Bündnis erhielt 0,50 % der Stimmen, womit Blaško sein Mandat verlor.